# Mount Gardner
Der Mount Gardner ist mit 4587 m der vierthöchste Berg Antarktikas. Im westantarktischen Ellsworthland ragt er 2,5 km westlich des Mount Tyree in der Sentinel Range des Ellsworthgebirges auf.

## Geschichte
Der Berg wurde, wie auch andere hohe Gipfel der Sentinel Range, im Jahre 1957 durch Erkundungsflüge der United States Navy entdeckt. Benannt ist er nach dem Navy-Piloten Harvey Eugene Gardner (1928–1959), der in den Jahren 1957–58 und 1958–59 mehrere Erkundungsflüge in der Antarktis durchgeführt hatte und im Jahr 1959 bei einem Absturz mit einer UB-1 Otter ums Leben kam.
Die Erstbesteigung des Mount Gardner erfolgte im Jahr 1967 durch Bergsteiger einer US-amerikanischen Expedition.

## Galerie

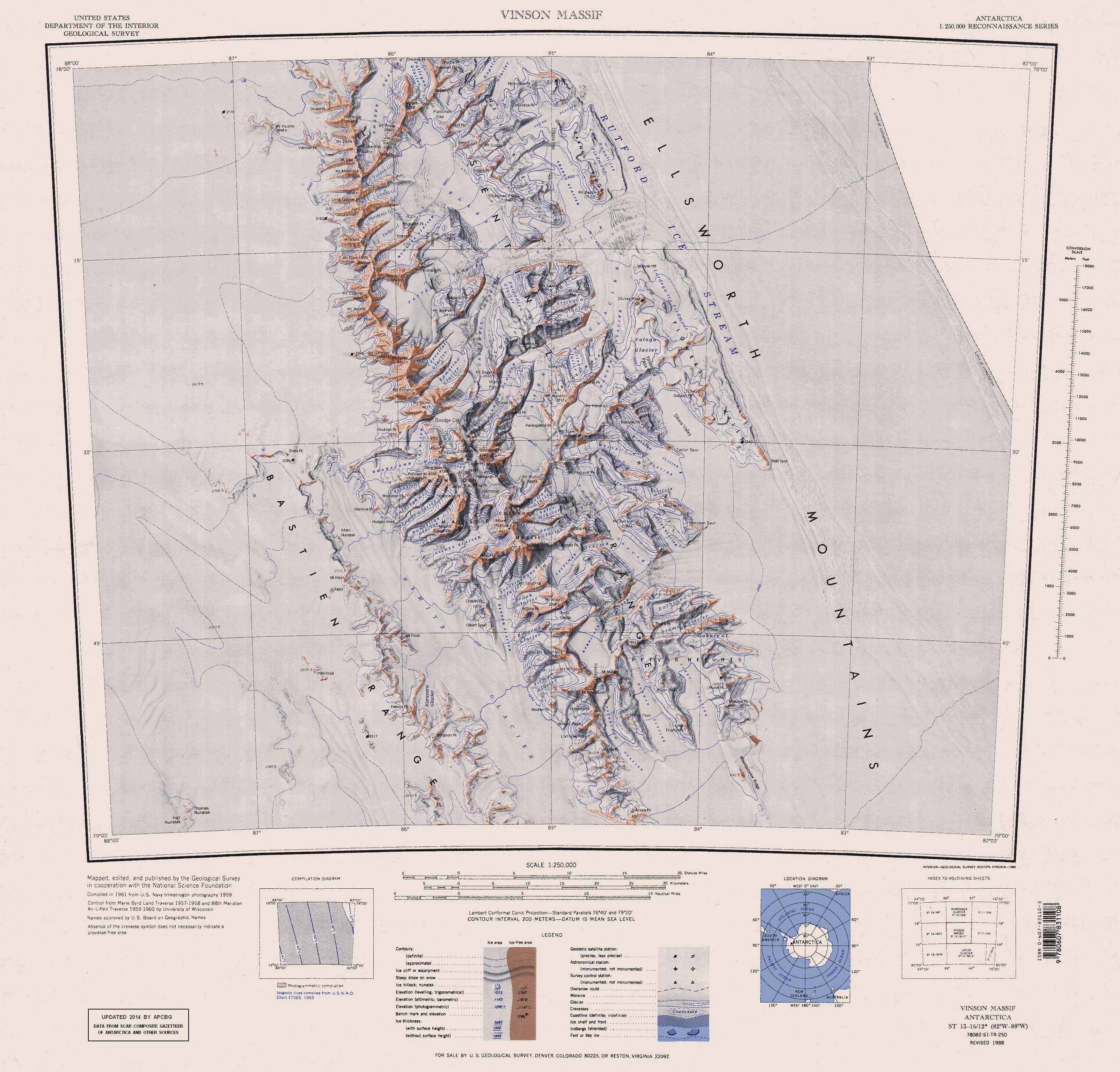
Karte der Sentinel Range, die höchste Gebirgskette von Antarktika.